# Clayton, Kalifornien
Clayton är en stad (city) i Contra Costa County, i delstaten Kalifornien, USA. Enligt United States Census Bureau har staden en folkmängd på 11 076 invånare (2011) och en landarea på 9,9 km².